# Тулліо Леві-Чивіта
Ту́лліо Ле́ві-Чиві́та (італ. Tullio Levi-Civita; нар.29 березня 1873, Падуя — пом.29 грудня 1941, Рим) — італійський математик, член Лондонського королівського товариства, учень Грегоріо Річчі, винахідника тензорного числення. Відомий своїми працями з тензорного числення (тензор Леві-Чивіти) та його застосування в теорії відносності, аналітичної механіки (умови Леві-Чивіти розділення змінних в рівнянні Гамільтона — Якобі), небесної механіки (зокрема задача трьох тіл), гідродинаміки тощо.

## Біографія

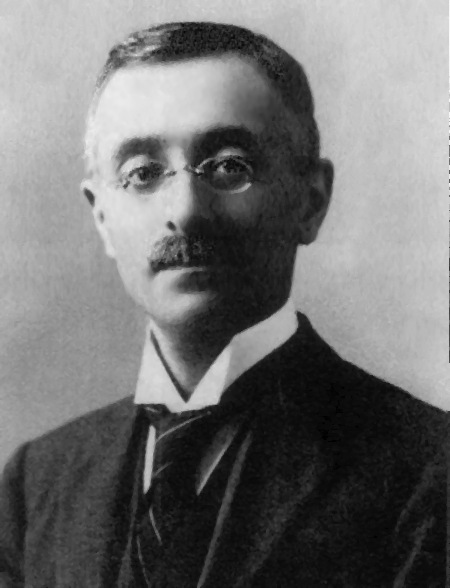
Тулліо Леві-Чивіта (приблизно 1900 рік)

Тулліо Леві-Чивіта народився 29 березня 1873 року в місті Падуя в родині юриста й італійського сенатора Джакомо Леві-Чивіта. В 1892 році закінчив математичний факультет Падуанського університету, а в 1894 році отримав право на викладання, після чого почав викладати на природознавчому факультеті Павійського університету. В 1898 році його запросили до кафедри раціональної механіки Падуанського університету, де він пізніше познайомився з однією з своїх майбутніх учениць Ліберою Тревісані і в 1914 році одружився з нею. Леві-Чивіта працював у Падуанському університеті до 1918 року, коли його запросили до кафедри вищого аналізу Римського університету. Крім того, два роки він працював на кафедрі механіки того самого університету.
В 1900 році Леві-Чивіта разом із Грегоріо Річчі опублікували важливу роботу Méthodes de calcul différentiel absolu et leurs applications, яка є фундаментальною для тензорного числення. За допомоги цієї роботи Альберт Ейнштейн опанував тензорне числення, яке потім він використовував як математичний апарат загальної теорії відносності. Пізніше, в 1915—1917 роках Леві-Чивіта активно обговорював із Ейнштейном серію своїх робіт, що були присвячені проблемі стаціонарного гравітаційного поля. Листування з Ейнштейном почав сам Леві-Чивіта після того, як він виявив декілька помилок у математичних розрахунках ЗТВ із використанням тензорного числення. Леві-Чивіта зберігав усі листи Ейнштейна, й хоча в Ейнштейна не збереглися відповіді, листування можна відновити за архівом Леві-Чивіти. Згідно з цими листами, обидва вчені з часом пройнялися повагою один до одного. В одному з листів, де обговорювалася нова робота Леві-Чивіти, Ейнштейн написав:
|  | Я захоплений елегантністю Вашого методу обчислення; як же має бути приємно проскакати цими полями на коні істинної математики тоді, коли іншим треба подолювати цей шлях пішки. |

Пізніше, коли Ейнштейна спитали, що йому найбільше подобається в Італії, він відповів:
|  | Спагеті й Леві-Чивіта. |

Підручник Леві-Чивіти з тензорного числення Lezioni di calcolo differenziale assoluto, написаний разом із Річчі, залишається одним із стандартних підручників більше століття після публікації; він перекладений багатьма мовами світу. В 1933 році Леві-Чивіта зробив значний внесок до розвитку квантовомеханічних рівнянь Дірака. Серед відомих учнів Леві-Чивіти були такі вчені, як Ґеорґе Вринчану, Аттіліо Палатіні та Октав Оніческу.
Після прийняття в Італії в 1938 році расистських законів Леві-Чивіта був позбавлений звання професора та членства в усіх наукових товариствах. Зокрема, як і Віто Вольтерра, який був євреєм і антифашистом, Леві-Чивіта був вигнаний із Італійської академії наук. Ізольований від науки, він помер вдома в Римі в 1941 році.

## Нагороди
Окрім тензорного числення, Леві-Чивіта активно займався аналітичною механікою, зокрема, багато його статей присвячені задачі трьох тіл. Він мав роботи з гідродинаміки, теорії систем диференціальних рівнянь. Відомі його внески до теореми Коші-Ковалевської, з якої Леві-Чивіта в 1931 році написав книгу. Він винайшов поле Леві-Чивіти, числову структуру, що включала до себе нескінченно великі та нескінченно малі величини.
Лондонське королівське товариство нагородило Леві-Чивіту в 1922 році медаллю Сильвестра, а в 1930 році Леві-Чивіта став його членом. Також він був почесним членом Лондонського математичного товариства, Королівського товариства Единбурга, а також Единбурзького математичного товариства після участі в колоквіумі в Сент-Ендрюському університеті в 1930 році. Леві-Чивіта був також членом Національної академії деї Лінчеї та Папської академії наук.

## Праці
- Леви-Чивита Т., Амальди У. Курс теоретической механики = Compendio di meccanica razionale. — М. : ИЛ, 1951-1952. — 385+326+435+556 с.
- Леви-Чивита Т. Основы релятивистской механики = Fondamenti di meccanica relativistica. — Ижевск : ИКИ, 2003. — 236 с.
- Levi-Civita T. The Absolute Differential Calculus (Calculus of Tensors) = Lezioni di calcolo differenziale assoluto. — Blackie & Son Ltd, 1927.
- Levi-Civita T. The n-Body Problem in General Relativity = Le problème des n Corps en relativité générale. — D. Reidel Pub. Co, 1964.
- Levi-Civita T. Caratteristiche dei sistemi differenziali e propagazione ondosa. — Bologna : N. Zanichelli, 1931.
- Levi-Civita T., Amaldi U. Lezioni di meccanica razionale. — Bologna : N. Zanichelli, 1923.
- Levi-Civita T., Amaldi U. Nozioni di balistica esterna: secondo il programma stabilito dalla commissione suprema di difesa. — Bologna : N. Zanichelli, 1935.
- Levi-Civita T. Questioni di meccanica classica e relativistica. — Bologna : N. Zanichelli, 1924.